# Special Assault Team
Special Assault Team (jap. 特殊急襲部隊 Tokushu Kyūshū Butai) znana również jako SAT – specjalna grupa szturmowa utworzona w Departamencie Bezpieczeństwa japońskiej policji, odpowiedzialna za zwalczanie terroryzmu, a jej główną misją jest tłumienie sytuacji i aresztowanie podejrzanych, przy jednoczesnym zapewnieniu bezpieczeństwa ofiarom i innym osobom w poważnych incydentach terrorystycznych, takich jak porwania i przejmowanie ważnych obiektów, przestępczość zorganizowana i przypadki użycia ciężkiej broni.

## Historia

### Powstanie służb specjalnych
5 września 1972 roku w Niemczech Zachodnich odbyły się Igrzyska Olimpijskie w Monachium, podczas których grupa sprawców zabiła 11 izraelskich sportowców. Następnego dnia, 6 września, Narodowa Agencja Policji wydała zawiadomienie do prefekturalnych oddziałów policyjnych w całej Japonii, o utworzenie służb specjalnych do tłumienia wszelkich „poważnych incydentów z użyciem broni palnej itp.”.
Na tej podstawie w całym kraju utworzono siły specjalne w jednostkach policji ds. zamieszek. Jednostki te wyposażono w sprzęt kuloodporny i przeciwwybuchowy, aby przygotować się na zdarzenia wymagające zaawansowanych technik aresztowania i tłumienia, w tym incydentów z użyciem broni palnej i porwań. Policja ds. zamieszek w Departamencie Policji Metropolitalnej utworzyła siły specjalne w oddziałach od 1. do 9. oraz w jednostce ds. pojazdów specjalnych, ale zazwyczaj byli oni członkami zespołów ratowniczych i ogólnego personelu ochrony, a szkolenia odbywały się tylko kilka razy w roku.

### Kompania Sił Specjalnych i Kompania „Zero”
Podczas incydentu z porwaniem japońskiego samolotu w Dhace w 1977 roku rząd japoński rozważał wysłanie 23 funkcjonariuszy policji, ale władze Bangladeszu odmówiły i w pełni przychyliły się do żądań sprawcy, po spełnieniu ich sprawa została ostatecznie rozwiązana. Ponadto w incydencie porwania lotu 181 Lufthansy, który miał miejsce w następnym miesiącu, rząd RFN nie przychylił się do prośby sprawcy i uwolnił zakładników w nalocie GSG 9, jednostki antyterrorystycznej utworzonej na podstawie wniosków wyciągniętych z incydentu na Igrzyskach Olimpijskich w Monachium.

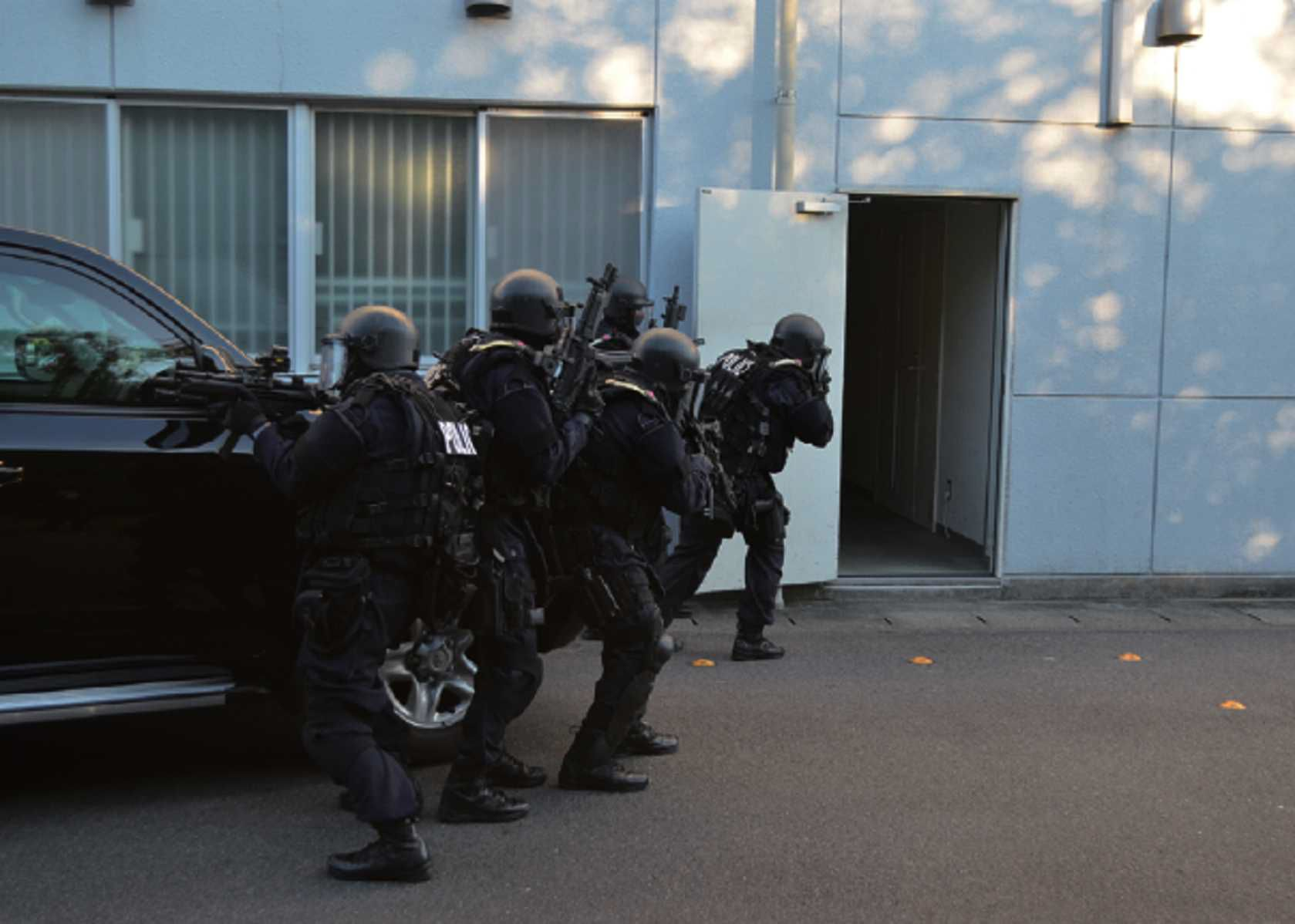
Grupa SAT

Po incydencie w Dhace policja rozpoczęła bardziej praktyczne szkolenie z konwencjonalnymi „siłami specjalnymi”, ale dwa porwania miały różne wyniki, co doprowadziło do silnego argumentu wśród urzędników państwowych i starszych oficerów policji za posiadaniem poważniejszej jednostki operacji antyterrorystycznych. Narodowa Agencja Policji nakazała Departamentowi Policji Metropolitalnej i Departamentowi Policji Prefektury Osaka utworzenie jednostki antyterrorystycznej, a Departament Policji Metropolitalnej rozpoczął rozmowy kwalifikacyjne z członkami jednostki w dniu 20 października 1977 roku. Następnie, 1 listopada tego samego roku, Jednostka Operacji Antyterrorystycznej została utworzona w Tokio jako Kompania Sił Specjalnych (特科中隊, Tokka-chūtai) 6. jednostki policji ds. zamieszek, a jednostka w Osace jako Kompania „Zero” 2. jednostki policji ds. zamieszek.
W momencie powstania kompanii każdy z oddziałów ds. zamieszek Departamentu Policji Metropolitalnej składał się z 6 jednostek (4 główne jednostki + 2 specjalne jednostki mobilne), zatem Kompania Sił Specjalnych była 7 jednostką, której nie było w żadnej innej jednostce policji ds. zamieszek. Ponadto, około lata 1982 roku Nadinspektor Generalny (najwyższy stopień funkcjonariusza policji w Japonii) przemianował Kompanię Sił Specjalnych Departamentu Policji Metropolitalnej na SAP (Special Armed Police), przydzielając jednostce fioletową odznakę z literą „S” i uznając za ściśle tajną. O istnieniu jednostki SAP po raz pierwszy zrobiło się głośno, gdy wysłano ją w związku z porwaniem samolotu All Nippon Airways Flight 857 w 1995 roku.

### Reorganizacja i utworzenie SAT
W 1996 roku oficjalnie ogłoszono, że jednostki taktyczne zostały zorganizowane, a ich nazwa zmieniona na SAT (Special Assault Teams (Specjalna Grupa Szturmowa)). Oprócz istniejącego Departamentu Policji Metropolitalnej i Policji Prefektury Osaka utworzono również dodatkowe grupy policji prefekturalnej Hokkaido, Kanagawa, Chiba, Aichi i Fukuoka. 8 maja oficjalnie ogłoszono obecność sił specjalnych, a w siedzibie Narodowej Agencji Policyjnej odbyła się ceremonia podniesienia flagi, którą wręczył koji Kunimatsu, szef Narodowej Agencji Policyjnej.
W 2000 roku grupa SAT Departamentu Policji Metropolitalnej została przeniesiona z 6. jednostki policji ds. zamieszek do 1. Departamentu Bezpieczeństwa, również w 2001 roku grupa SAT policji prefektury Osaka została przeniesiona z 2. jednostki policji ds. zamieszek do Departamentu Bezpieczeństwa. W rezultacie policja metropolitalna i policja prefektury Osaka uniezależniły się od policji specjalnej pod względem struktury organizacyjnej. W 2005 roku policja prefektury Okinawa utworzyła SAT i wzmocniła istniejące jednostki.

## Organizacja

### Struktura
Grupy SAT zostały utworzone w ośmiu prefekturalnych agencjach policji. W większości prefektur należą one do jednostki policji ds. zamieszek, ale w Departamencie Policji Metropolitalnej podlegają bezpośrednio 1. Departamentowi Bezpieczeństwa, a w Osace Departamentowi Bezpieczeństwa.
Całkowita liczba funkcjonariuszy wynosi około 300 osób. Podaje się, że utworzono 3 zespoły w Departamencie Policji Metropolitalnej, 2 zespoły w Departamencie Policji Prefektury Osaka i po 1 zespole w każdej z pozostałych prefektur policji. Każda grupa składa się z oddziału dowodzenia, oddziału wejściowego, oddziału wsparcia snajperskiego i oddziału wsparcia technicznego.

### Rekrutacja i szkolenia
Zgodnie z informacjami uzyskanymi od jednego z byłych funkcjonariuszy, Departament Policji Metropolitalnej SAT rekrutuje od dwóch do czterech nowych członków. Członkowie są rekrutowani z jednostek policji ds. zamieszek. Do służby zaprasza się strażników, ratowników, snajperów i funkcjonariuszy wyróżniających się w sztukach walki lub umiejętnościach motorycznych. Są oni nadzorowani przez inspektorów do momentu ukończenia 30. roku życia. Okres służby wynosi pięć lat ze względu na konieczność utrzymania sprawności fizycznej. Ci, którzy służyli w SAT, mogą zostać przeniesieni do innego oddziału Biura Bezpieczeństwa, ale niektórzy z nich są przenoszeni do Specjalnego Zespołu Dochodeniowo-Śledczego (SIT), aby zademonstrować swoje umiejętności.
Szkolenie SAT jest utrzymywane w tajemnicy, ale były członek SAP wspomniał, że jest ono podobne do szkolenia japońskich Rangersów (np. szkolenia przeciw rebeliantom i ćwiczenia powietrznodesantowe). SAT ma obecnie 6 ośrodków szkoleniowych w całym kraju, ze szkoleniami w Yumenosim otwartymi dla dziennikarzy.
Członkowie SAT mogą również zostać wysłani na szkolenie do EKO Cobry w Austrii, GSG 9 w Niemczech bądź GIGN we Francji. Ponadto, ponieważ SAT zapewnia również tymczasową ochronę osobistą, wszyscy członkowie jednostki są zobowiązani do ukończenia szkolenia snajperskiego, szkolenia w zakresie bezpieczeństwa i bezpieczeństwa publicznego, a także mogą być zobowiązani do noszenia garnituru w celu zapewnienia ochrony osób.

## Sprzęt
Podczas publicznych szkoleń po utworzeniu SAT zaobserwowano następujące typy pistoletów, które są powszechnie nazywane pistoletami specjalnymi w departamencie.
- HK USP
- SIG-Sauer P226
- Glock 19

Na wyposażeniu SAT znajdują się japońskie karabiny Howa typ 89 kaliber 5.56x45 mm (używane wyłącznie przez SAT), HK MP5 modele MP5A4, MP5A5, MP5SD4 i MP5SD6.
Karabiny snajperskie: HK PSG1, Howa typ 64 (zmodyfikowane dla snajperów) i remingtony M700.
Rewolwery: Glocki 19, H7K P9 i USP9, Nanbu M60, Sig Sauery P226, P228 i P230 JP oraz S&W M3913.
Grupy SAT obsługują specjalne ciężkie pojazdy opancerzone (銃器対策警備車, Jūki-taisaku-keibi-sha) i nieoznakowane samochody kuloodporne.
Podczas szkolenia w Shinjuku w Tokio w 2012 roku członkowie SAT używali chemicznej odzieży ochronnej i sprzętu do odkażania.

## Historia operacyjna
Poniżej wymieniono niektóre z historii operacyjnych specjalnej grupy szturmowej:
- 26 stycznia 1979
  - Pierwszy znany incydent z udziałem kompanii „Zero” policji prefektury Osaka było wzięcie zakładników w Mitsubishi Bank w Osace. Podczas tego incydentu napastnik zastrzelił 2 pracowników i 2 policjantów, po czym został zastrzelony przez kompanie „Zero”[22].

- sierpień 1990
  - Podczas wybuchu wojny w Zatoce Perskiej; SAP zostali wysłani do Arabii Saudyjskiej na pokładzie cywilnego samolotu, aby ratować obywateli Japonii i zapewnić im bezpieczeństwo podczas ewakuacji[23].

- 3 maja 2000
  - Grupy SAT z Osaki i Fukuoki pomagały funkcjonariuszom policji prefektury Hiroszima podczas porwania autobusu z pasażerami uwięzionymi w środku, chwytając porywacza żywcem[24][25].

- marzec 2015
  - Grupa SAT została wysłana, aby zapewnić bezpieczeństwo podczas Światowej Konferencji Narodów Zjednoczonych w sprawie Redukcji Ryzyka Katastrof odbywającej się w Sendai[26].

- maj 2016
  - Grupy SAT wraz z innymi jednostkami zostały rozmieszczone podczas 42. szczytu G7 w celu zapewnienia bezpieczeństwa[27].